# 平川区
平川区是中华人民共和国甘肃省白银市下属的一个市辖区。

## 行政区划
平川区下辖4个街道办事处、5个镇、2个乡：
长征街道、电力路街道、红会路街道、兴平路街道、王家山镇、水泉镇、共和镇、宝积镇、黄峤镇、种田乡和复兴乡。

## 交通

### 道路
- 341国道过境。

### 车站
1. 长征站
2. 平川站
3. 平川汽车站
4. 平川城乡换乘客运站

## 历史
1985年5月14日，国务院批准恢复白银市，将靖远县的宝积镇和宝积、水泉、共和、种田、复兴5个乡划出设立平川区。
1993年7月撤消宝积镇，成立宝积路街道、电力路街道和红会路街道。从水泉乡析置王家山镇。
1997年4月共和乡分设为共和与黄峤两个乡。水泉乡析置出陡城乡。
2002年9月陡城乡改为陡城镇，红会街道办事处改为红会镇。
2004年9月合并水泉乡和陡城镇，设立水泉镇。
2005年2月乡镇机构改革，撤销红会镇，恢复红会路街道办；在共和乡的基础上组建共和镇；宝积路街道办析置设立兴平路街道办。 2009年10月宝积路街道办事处更名为长征路街道办事处。

## 地理
地势东南高、西北低。境内最高峰屈吴山南沟大顶，海拔2858米。最低处水泉乡野麻村红麻湾，海拔1347米，高低差1511米。平均年降水量不足200毫米，蒸发量为1700毫米，全年日照时数2691小时，无霜期平均为143天。黄河流经境内35公里。
矿产资源有煤炭、陶土、花岗岩、石灰石、沸石、烧胀粘土、石英石等。煤炭总储量达11.37亿吨，保有储量8.5亿吨。陶土储量40亿吨以上，其中紫砂土储量15亿吨以上。

## 经济

### 农业
耕地面积26.32万亩，其中，山地14.36万亩，川地11.56万亩。川地中，水地为9.03万亩。黄河沿岸与兴电渠沿岸为水浇地。

### 工业
国有的靖远（矿务局）煤业集团公司为甘肃省产量最大的煤炭企业。国电靖远发电公司和靖远第二发电公司的火电总装机容量200万千瓦，年发电量超过100亿千瓦时。国投的捡财塘风电场位于王家山镇北部，一期工程总投资4.6亿元（原地名为“硷柴埫”）。
陶瓷工业初具规模，墙地砖年生产能力2000万平方米，总产值超过4.1亿元。 

## 旅游
- 鹯阴口：丝绸之路重要渡口
- 打拉池：1936年，中国工农红军一、四方面军胜利会师处。
- 红山古寺：位于共和镇。红一、四方面军会师后在此设立指挥部。
- 屈吴春障
- 黄河岩画
- 摩崖石刻
- 月河晚照
- 将军故墓
- 北武当山：位于水泉镇中湾村

## 教育
- 甘肃煤炭工业学校
- 甘肃煤炭技工学校